# Bertil Rönnmark
Bertil Vilhelm Rönnmark (né le 24 décembre 1905 à Jämshög et mort le 1er avril 1967 à Enskede-Årsta (en)) est un tireur sportif suédois.

## Palmarès

### Jeux olympiques
- 1932 à Los Angeles
  -  Médaille d'or au 50 mètres carabine position couchée
- 1936 à Berlin
  - 8e au 50 mètres carabine position couchée[1]